# Sisarahili Sogeadu
Sisarahili Sogeadu is een bestuurslaag in het regentschap Nias van de provincie Noord-Sumatra, Indonesië. Sisarahili Sogeadu telt 2332 inwoners (volkstelling 2010).